# Křesťanská vlajka
Křesťanská vlajka je ekumenická vlajka navržená na počátku 20. století, která reprezentuje velkou část křesťanství a křesťanstvo. Od jejího přijetí Federální radou křesťanských církví Spojených států v roce 1942 ji používají sbory mnoha křesťanských tradic, včetně anglikánské, baptistické, kongregacionalistické, luteránské, mennonitské, metodistické,moravské, presbyteriánské a reformované a dalších.

## Podoba
Vlajka se skládá z bílého pole s červeným latinským křížem uvnitř modrého kantonu. Odstín červené barvy na kříži symbolizuje krev, kterou Ježíš prolil na Kalvárii, modrá barva představuje vodu křtu a také Ježíšovu věrnost, bílá barva představuje Ježíšovu čistotu. Rozměry vlajky a kantonu nejsou oficiálně specifikovány.

## Historie
Křesťanská vlajka byla poprvé vztyčena 26. září 1897 v kapli Brighton Chapel na Coney Islandu v Brooklynu ve státě New York ve Spojených státech. Ředitel nedělní školy Charles C. Overton uspořádal improvizovanou přednášku pro shromážděné studenty, protože pozvaný řečník se plánovanou na akci nedostavil. Overton pronesl řeč, v níž se studentů ptal, jak by měla vypadat vlajka reprezentující křesťanství. Overton o svém improvizovaném projevu přemýšlel ještě mnoho let poté. V roce 1907 spolu s Ralphem Diffendorferem, tajemníkem metodistického Misijního hnutí mládeže (Young People's Missionary Movement), navrhl a začal propagovat vlajku s ohledem na křesťanskou symboliku:
Bílá barva země představuje mír, čistotu a nevinnost. V horním rohu je modrý čtverec, barva čisté oblohy, symbolizující nebe, domov křesťanů; je také symbolem víry a důvěry. Uprostřed modré barvy je kříž, prapor a vybraný symbol křesťanství: kříž je červený, typický pro Kristovu krev.
Ekumenická organizace Federální rada Kristových církví v Americe (dnes je jejím nástupcem Národní rada církví a Křesťanské církve společně) přijala vlajku 23. ledna 1942, 45 let po neoficiálním používání od roku 1897; Federální rada církví zastupovala mimo jiné baptistickou, episkopální, metodistickou, moravskou, luteránskou, východní pravoslavnou, polskou národně katolickou, presbyteriánskou, kvakerskou a reformovanou tradici. S křesťanskou vlajkou záměrně nebyla spojena žádná autorská práva ani práva na ochrannou známku, neboť její tvůrce ji svobodně věnoval celému křesťanstvu. Misionářka Fanny Crosbyová napsala slova k hymně s názvem „The Christian Flag“ (Křesťanská vlajka) s hudbou R. Huntingtona Woodmana. Stejně jako vlajka je i hymna volně použitelná. V neděli, která byla nejbližší 26. září 1997 oslavila křesťanská vlajka sté výročí.

## Použití
Hlavní protestantské denominace ve Spojených státech přijaly vlajku jako první a do 80. let 20. století mnoho institucí definovalo zásady pro její vyvěšování v kostelech. Federální rada církví doporučila, aby v případě, že se má křesťanská vlajka používat vedle státní vlajky, dostala čestné místo vlajka křesťanská. Během druhé světové války byla vlajka vyvěšena spolu s vlajkou USA v řadě luteránských kostelů, z nichž mnohé měly německý původ a chtěly tak projevit solidaritu se Spojenými státy během války proti nacistickému Německu.
Křesťanská vlajka se díky křesťanským misionářům rozšířila i mimo Severní Ameriku a dnes ji můžeme vidět na mnoha křesťanských kostelích po celém světě nebo před nimi, zejména v Latinské Americe a v Africe.
Křesťanská vlajka není patentována, a proto „ji může vyrobit kdokoli a může ji používat při všech vhodných příležitostech.“
V evangelických křesťanských školách v USA je zvykem, že křesťanská vlajka je vyvěšena naproti vlajce USA.[zdroj?]
V Kanadě a Spojených státech se akomodacionisté (zastánci filosofického směru, který tvrdí, že náboženství a věda nejsou v rozporu a mohou koexistovat) a zastánci sekularismu pustili do vášnivé debaty o legálnosti vyvěšování křesťanské vlajky na vládních budovách.

## Slib
Některé církve a organizace praktikují skládání „slibu věrnosti“ křesťanské vlajce, který je podobný slibu věrnosti vlajce USA. První slib napsal Lynn Harold Hough, metodistický duchovní, který na jednom shromáždění slyšel Ralpha Diffendorfera, tajemníka metodistického Young People's Missionary Movement, jak propaguje křesťanskou vlajku:

```
„Slíbil jsem věrnost křesťanské vlajce a 
Spasiteli
, jehož 
Království
 představuje; jedno bratrství, které spojuje celé lidstvo ve službě a lásce.“
[
33
]
```

Některé konzervativnější evangelické, luteránské, adventistické a baptistické církve a školy mohou používat alternativní verzi slibu:

```
„Slibuji věrnost křesťanské vlajce a Spasiteli, jehož Království představuje; jednomu Spasiteli, ukřižovanému, vzkříšenému a znovu přicházejícímu se životem a svobodou pro všechny, kdo věří.“
[
33
]
```

Jiní používají tuto verzi:

```
„Křesťanské vlajce a Spasiteli, pro jehož Království stojí, slibuji věrnost; jedno bratrství, které spojuje všechny (pravé) křesťany ve službě a lásce.“
[
34
]
```